# ハンティントン駅
ハンティントン駅（英語：Huntington Station）は、ウェストバージニア州ハンティントン8thアヴェニュー1050にある駅。バスに乗り換えができる。

## 利用可能な鉄道路線／列車
アムトラックの停車する列車は下記の通り。
シカゴとワシントン間の夜行長距離列車カーディナル号… 週3往復停車